# Portafon
Portafon, parlafon ili interkom je uređaj za uspostavljanje govorne veze između posjetitelja na ulazu u zgradu i stanara u stanu.
Govorni uređaj u stanu je ujedno i kućno zvono, a neki uređaji imaju i električne brave tako da se preko njih može otvoriti ulazna vrata pritiskom na tipkalo.

## Povijest
Prvi portafoni bili su crne bakelitne kutije koje su nalikovale telefonima ali nisu imale brojčanike. U vanjskom dijelu bila je obična telefonska slušalica, a glas je širio kroz otvor željeznog lijevka kojem je cijev završavala na mikrofonskoj membrani.
Današnji uređaji omogućuju dvosmjernu (dupleks) komunikaciju, na isti način kao i telefonom.

## Osnovni dijelovi portafonskog sustava
- vanjska tipkovnica
- mikrozvučnik smješten unutar tipkovnice
- uređaj za napajanje
- govorni uređaj u stanovima
- električna brava
- kod videoportafona i videomonitor

Portafon može istovremeno služiti i kao interfon, tj. za internu komunikaciju unutar kuće ili zgrade. U tom slučaju ugrađuje se poseban relejni sklop s pripadajućim izvorom napajanja koji pri internom pozivu isključuje vanjsku jedinicu.